# Občané.cz
OBČANÉ.CZ je česká neparlamentní politická strana, která vznikla 20. dubna 2009. Předsedou strany je Petr Havlík, spoluzakladatel ODS. Občané.cz se hlásí ke třem „O“ – odpovědnost, odvaha, otevřenost.
V roce 2017 Nejvyšší správní soud její činnost pro neplnění zákonných povinností politického uskupení pozastavil.

## Volby

### Volby do Poslanecké sněmovny Parlamentu České republiky 2010
Strana ve volbách do Poslanecké sněmovny 2010 kandidovala pod číslem 1 společně s kandidáty hnutí Alternativa, Demokracie, Klub angažovaných nestraníků ve všech krajích kromě Ústeckého kraje. Za stranu celkem kandidovalo 312 osob, z toho 21 Občané.cz, Alternativa 8, Nezávislí starostové 4, Klub angažovaných nestraníků 3 a Demokracie 1.

## Celkové výsledky
| Volby | Počet hlasů | %    | Počet mandátů |
| ----- | ----------- | ---- | ------------- |
| 2010  | 13 397      | 0,25 | 0             |